# Квічаль сичуанський
Квіча́ль сичуанський (Zoothera griseiceps) — вид горобцеподібних птахів родини дроздових (Turdidae). Мешкає в Китаї і В'єтнамі. Раніше вважався підвидом гімалайського квічаля, однак у 2016 році був визнаний окремим видом.

## Опис
Довжина птаха становить 25-27 см. Верхня частина тіла переважно рудувато-коричнева, нижня частина тіла світла, сильно поцятковані чорними лускоподібними плямками. Голова і шия сірі. Порівняно з гімалайським квічалем, лапи, хвіст, дзьоб і крила довші, а візерунок на обличчі менш чіткий.

## Поширення і екологія
Сичуанські квічалі гніздяться в горах Сичуаню, на півдні центрального Китаю. Вони живуть в гірських мішаних лісах з густим падубовим, рододендроновим і бамбуковим підліском. Взимку вони мігрують на південь зокрема до південного В'єтнаму, де зимують на відкритих місцевостях, зокрема на пасовища поряд з лісами та на галявинах. Зустрічаються на висоті від 1300 до 2900 м над рівнем моря.